# Muy dentro de mi corazón
| Críticas profissionais | Críticas profissionais |
| Avaliações da crítica  | Avaliações da crítica  |
| Fonte                  | Avaliação              |
| ---------------------- | ---------------------- |
| Allmusic               | [ 1 ]                  |

Muy dentro de mi corazón é o quinto álbum de estúdio do cantor mexicano Alejandro Fernández. Produzido por Pedro Ramírez, foi indicado ao Grammy Awards de melhor álbum mexicano ou estado-mexicano.

## Faixas
1. Dentro De Mi Corazon (Armando Manzanero) - 3:17
2. Como Puede Ser (Armando Manzanero) - 3:46
3. Nube Viajera (Jorge Massias) - 4:04
4. Que Digan Misa (Manuel Eduardo Castro) - 2:26
5. Es La Mujer (Alberto Chávez) - 2:58
6. Ya Se Que Dices (Manuel Monterrosas) - 3:18
7. Moño Negro (Manuel Monterrosas) - 2:24
8. Abrazame (Rafael Ferro García, Julio Iglesias) - 3:18
9. Me Llevaras En Ti (Jorge Villamil) - 3:43
10. Es Cosa De Hombres (José Guadalupe Esparza) - 3:02
11. Chatita Querida (Joan Sebastian) - 2:15
12. Popurri Caribeño (Iradier Montes Gil, Luis Aguilé, Nazario López) - 5:35

## Tabelas musicais

### Álbum
| Ano  | Parada                            | Pico | Semanas na parada |
| ---- | --------------------------------- | ---- | ----------------- |
| 1997 | Billboard Regional Mexican Albums | 5    | 45                |
| 1997 | Billboard Top Latin Albums        | 13   | 47                |

### Canções
| Ano  | Parada                                   | Faixa        | Pico | Semanas na parada |
| ---- | ---------------------------------------- | ------------ | ---- | ----------------- |
| 1996 | Billboard Hot Latin Songs                | Moño Negro   | 16   | 10                |
| 1997 | Billboard Latin Regional Mexican Airplay | Moño Negro   | 12   | 5                 |
| 1997 | Billboard Hot Latin Songs                | Nube Viajera | 9    | 26                |
| 1997 | Billboard Latin Regional Mexican Airplay | Nube Viajera | 7    | 12                |
| 1997 | Billboard Hot Latin Songs                | Es La Mujer  | 7    | 13                |
| 1997 | Billboard Latin Regional Mexican Airplay | Es La Mujer  | 4    | 12                |
| 1997 | Billboard Latin Pop Airplay              | Nube Viajera | 16   | 4                 |
| 1997 | Billboard Hot Latin Songs                | Abrazame     | 31   | 3                 |
| 1997 | Billboard Latin Pop Airplay              | Abrazame     | 16   | 2                 |

## Certificações
| Ano  | Vendas         | Certificação |
| ---- | -------------- | ------------ |
| 1996 | 200.000 Cópias | : 2× Platina |